# Роберт Клајв
Роберт Клајв (енгл. Robert Clive, 1st Baron Clive; Маркет Дрејтон, 29. септембар 1725 — Лондон, 22. новембар 1774) био је британски колонизатор.
Као службеник британске источноиндијске компаније учествује у Карнатским ратовима (1744—1763). У другом карнатском рату успешно командује трупама Компаније и стиче репутацију врло способног команданта. У трећем карнатском рату истакао се победом код Плесија 1757. године. Та победа дефинитивно је одстранила Француску као колонијалног конкурента Велике Британије у Индији. Богат и популаран, Клајв се враћа 1760. године у Британију, постаје барон и члан Доњег дома. 
Од 1765. године поново је у Индији као гувернер и командант оружаних снага Бенгала. Као апсолутни господар Бенгала реорганизује и дисциплинује администрацију и оружане снаге. Домородачке јединице организује и обучава по европском узору. Због његове окрутне колонизаторске политике, Карл Маркс га је назвао "Великим тлачитељом". Дефинитивно се, због болести, повлачи 1767. године из Индије. У Великој Британији, изложен врло оштрој критици због корупције, извршио је самоубиство. 